# Premio Fernando Lara

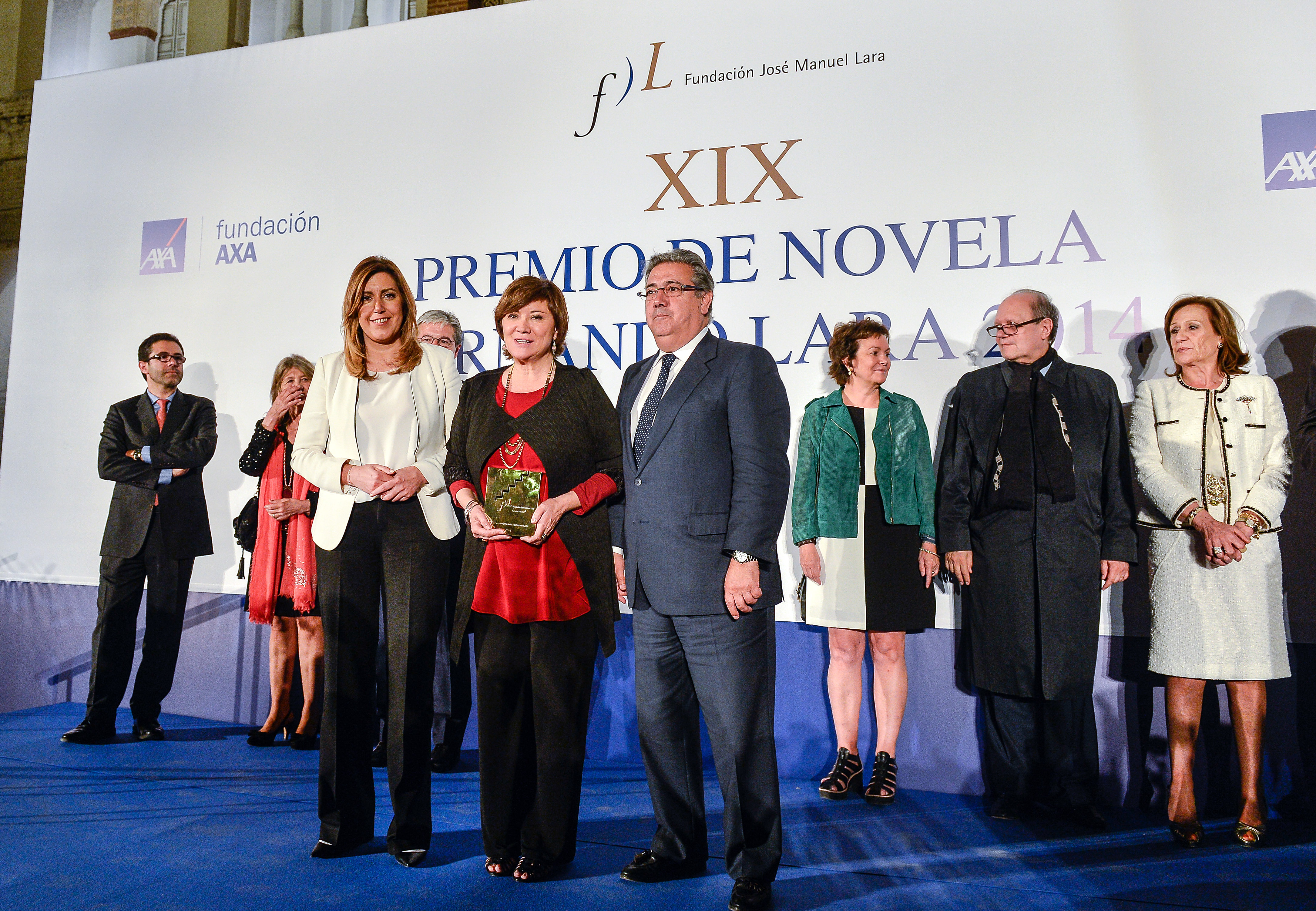
Uitreiking van de Premio Fernando Lara 2014

De Premio Fernando Lara (voluit: Premio de Novela Fernando Lara) is een Spaanse literatuurprijs, die ieder jaar wordt toegekend voor een in het Spaans geschreven nieuwe roman.

## Beschrijving
De Premio Fernando Lara wordt sinds 1996 jaarlijks verleend door de Spaanse uitgeverij Editorial Planeta en de Fundación José Manuel Lara, een door de grondlegger van Editorial Planeta José Manuel Lara Hernández opgerichte stichting. De prijs is in het leven geroepen ter herinnering aan diens in augustus 1995 bij een verkeersongeval omgekomen jongste zoon Fernando Lara. Hij wordt uitgereikt op een bijeenkomst in Sevilla, tijdens een diner dat daar wordt gehouden tijdens de jaarlijkse boekenbeurs in mei. Aan de Premio Fernando Lara is een geldbedrag van ruim 120.000 euro verbonden.

## Winnaars
| Jaar | Winnaar                | Land   | Boek                                    |
| ---- | ---------------------- | ------ | --------------------------------------- |
| 1996 | Terenci Moix           | Spanje | El amargo don de la belleza             |
| 1997 | Francisco Umbral       | Spanje | La forja de un ladrón                   |
| 1998 | Juan Eslava Galán      | Spanje | Señorita                                |
| 1999 | Luis Racionero         | Spanje | La sonrisa de la Gioconda               |
| 2000 | Ángeles Caso           | Spanje | Un largo silencio                       |
| 2001 | José Carlos Somoza     | Spanje | Clara y la penumbra                     |
| 2002 | Juan Carlos Arce       | Spanje | Los colores de la guerra                |
| 2003 | Zoé Valdés             | Cuba   | Lobas de mar                            |
| 2004 | Mercedes Salisachs     | Spanje | El último laberinto                     |
| 2005 | Antonio Gómez Rufo     | Spanje | El secreto del rey cautivo              |
| 2006 | Fernando Sánchez Dragó | Spanje | Muertes paralelas                       |
| 2007 | Jesús Sánchez Adalid   | Spanje | El alma de la ciudad                    |
| 2008 | Emilio Calderón        | Spanje | El judío de Shanghai                    |
| 2009 | Susana Fortes          | Spanje | Esperando a Robert Capa                 |
| 2010 | Javier Reverte         | Spanje | Barrio cero                             |
| 2011 | Silvia Grijalba        | Spanje | Contigo aprendí                         |
| 2012 | Ian Gibson             | Spanje | La berlina de Prim                      |
| 2013 | Marta Robles           | Spanje | Luisa y los espejos                     |
| 2014 | Nativel Preciado       | Spanje | Canta solo para mí                      |
| 2015 | Antonio Garrido        | Spanje | El último paraíso                       |
| 2016 | Paloma Sánchez-Garnica | Spanje | Mi recuerdo es más fuerte que tu olvido |
| 2017 | Sonsoles Ónega         | Spanje | Después del amor todo son palabras      |